# Австралийская комиссия по вопросам конкуренции и защиты потребителей
Австралийская комиссия по вопросам конкуренции и защиты потребителей (англ. Australian Competition & Consumer Commission, ACCC) является независимым органом правительства Австралии. Её мандат заключается в защите прав потребителей, бизнес-прав и обязанностей, в регулировании промышленности, мониторинге цен и предотвращении незаконного антиконкурентного поведения.

## Санкции
Комиссия уполномочена возбуждать судебные иски против компаний, нарушающих Закон о торговой практике. Штрафы за несоблюдение закона могут быть весьма серьёзными.
На компании, которые не соответствуют ограничительной торговой практике положений Закона о торговой практике, может быть наложен штраф в Федеральном суде. Есть три способа, по которым максимальный размер штрафа может быть начислен. Максимально возможный штраф превышает $ 10 млн, или в три раза превышает стоимость незаконной выгоды, или (если значение ущерба не может быть установлено) 10% от оборота за предыдущие 12 месяцев. Физические лица могут быть оштрафованы на сумму до $ 500 тысяч.